# Bad Neualbenreuth
Bad Neualbenreuth (bavorsky Neialwaraad, česky Nový Albenreuth) je lázeňská obec v německé spolkové zemi Bavorsko v okrese Tirschenreuth, u hranic s Českem. Nachází se v historickém Chebsku, v pomezní oblasti Frais, která byla až do roku 1862 pod společnou bavorsko-rakouskou správou (konkrétně valdsaského kláštera a města Cheb). Na mapě 2. vojenského mapování jsou místní části Ernestgrün a Ottengrün ještě vyznačeny jako enkláva Království českého v Bavorsku.
Obec se nachází na severním okraji Českého lesa, západně pod vrchem Dyleň. Leží v pramenné oblasti Mohelnského potoka (Muglbach), na povodí Odravy.
Z obce vede turistický hraniční přechod do české vsi Mýtina, která se dříve nazývala Starý Albenreuth (Alt-Albenreuth).

## Místní části
Vedle centrálního sídla Bad Neualbenreuth a lázeňského areálu Sibyllenbad se obec skládá z následujících částí:

#### Farní vsi
- Ottengrün
- Wernersreuth

#### Vsi
- Altmugl
- Ernestgrün
- Hardeck
- Maiersreuth
- Motzersreuth
- Poxdorf
- Rothmühle
- Schachten

#### Osady
- Egglasgrün
- Kappl
- Platzemühle
- Rennermühle

#### Samoty
- Buchgütl
- Habertsmühle
- Muglmühle
- Panzen
- Pointmühle
- Troglauermühle
- Waldhäusl

## Galerie

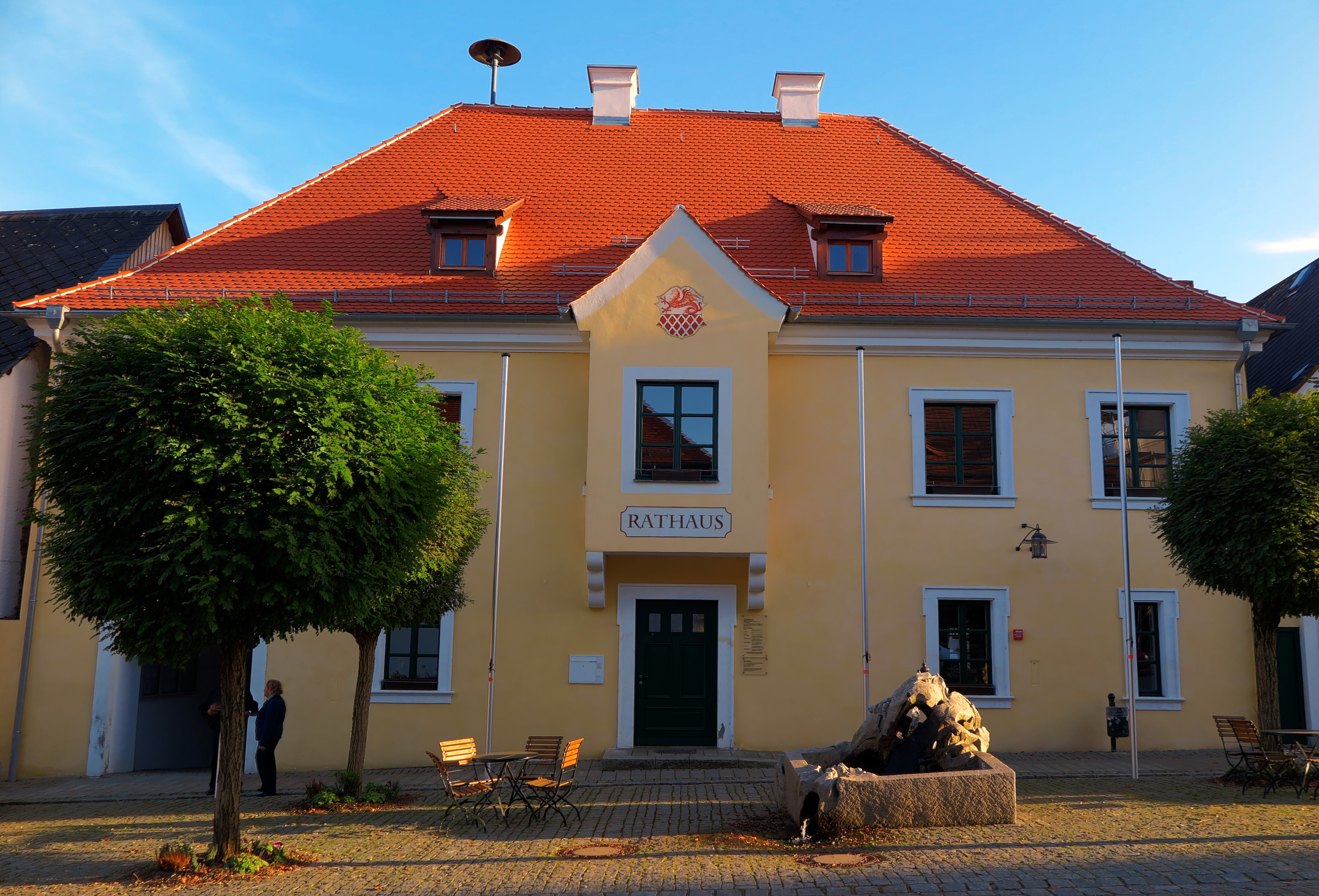
radnice
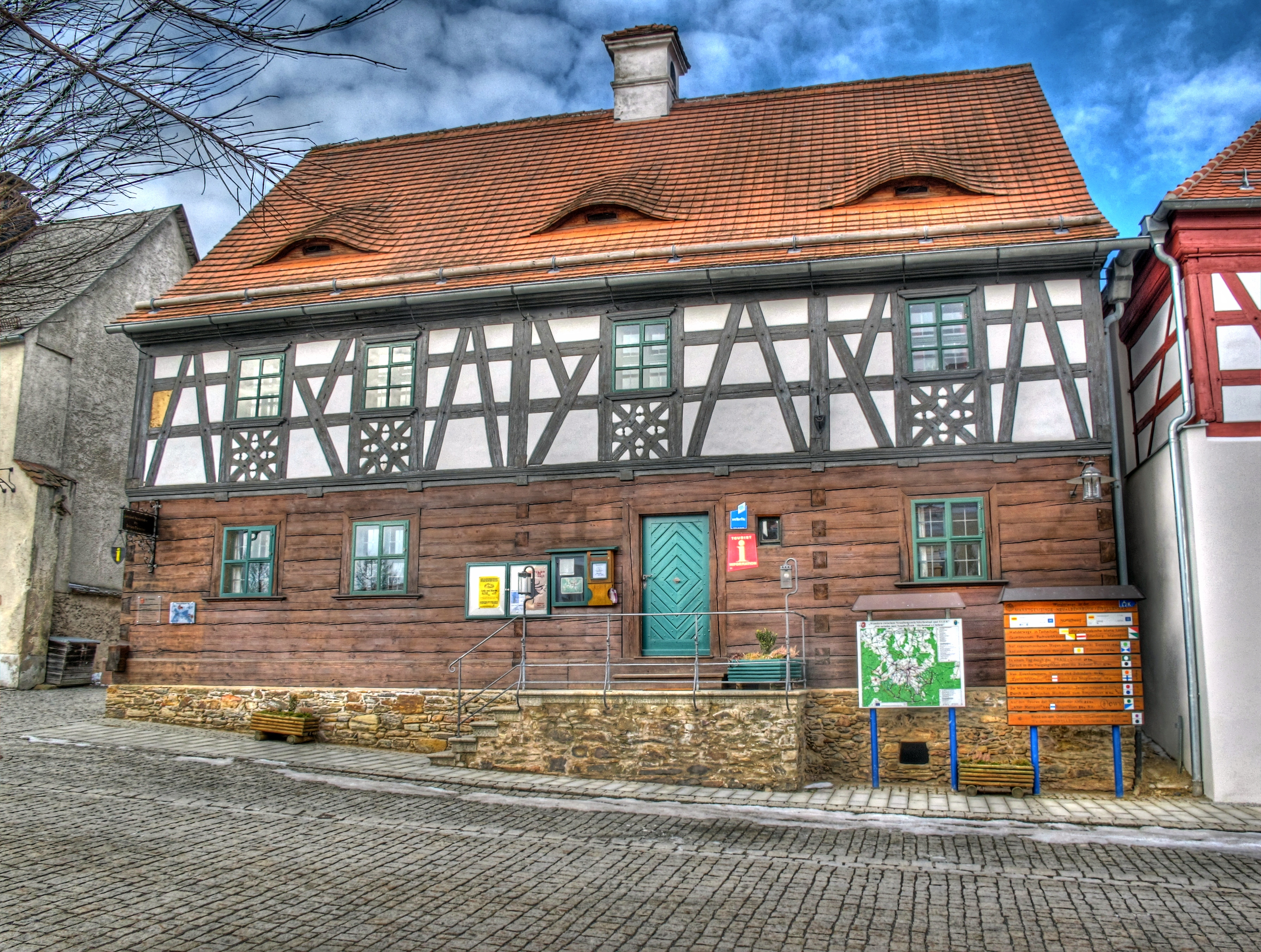
tradiční hrázděný dům s infocentrem
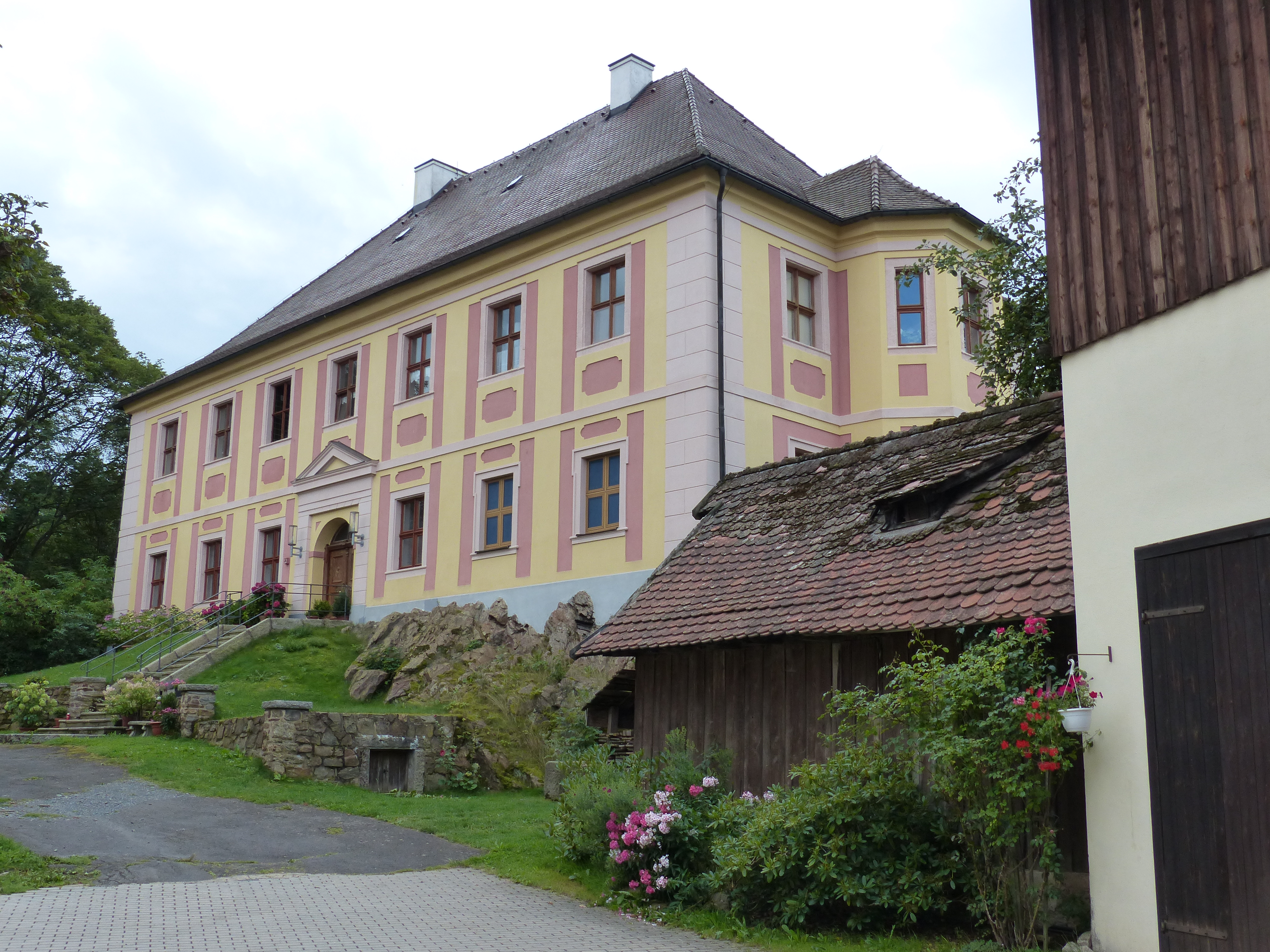
zámek Hardeck
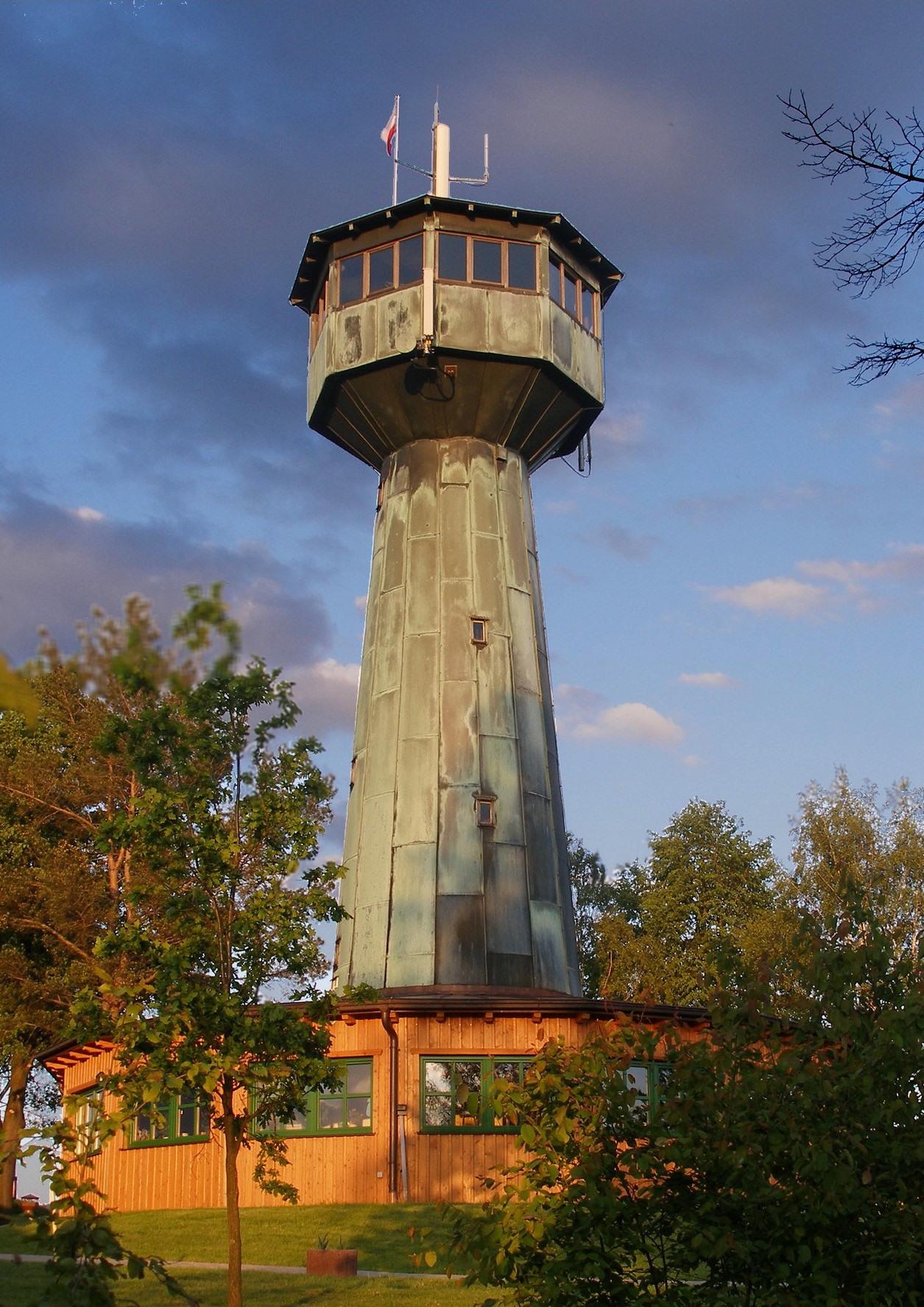
pohraniční vyhlídková věž Grenzlandturm
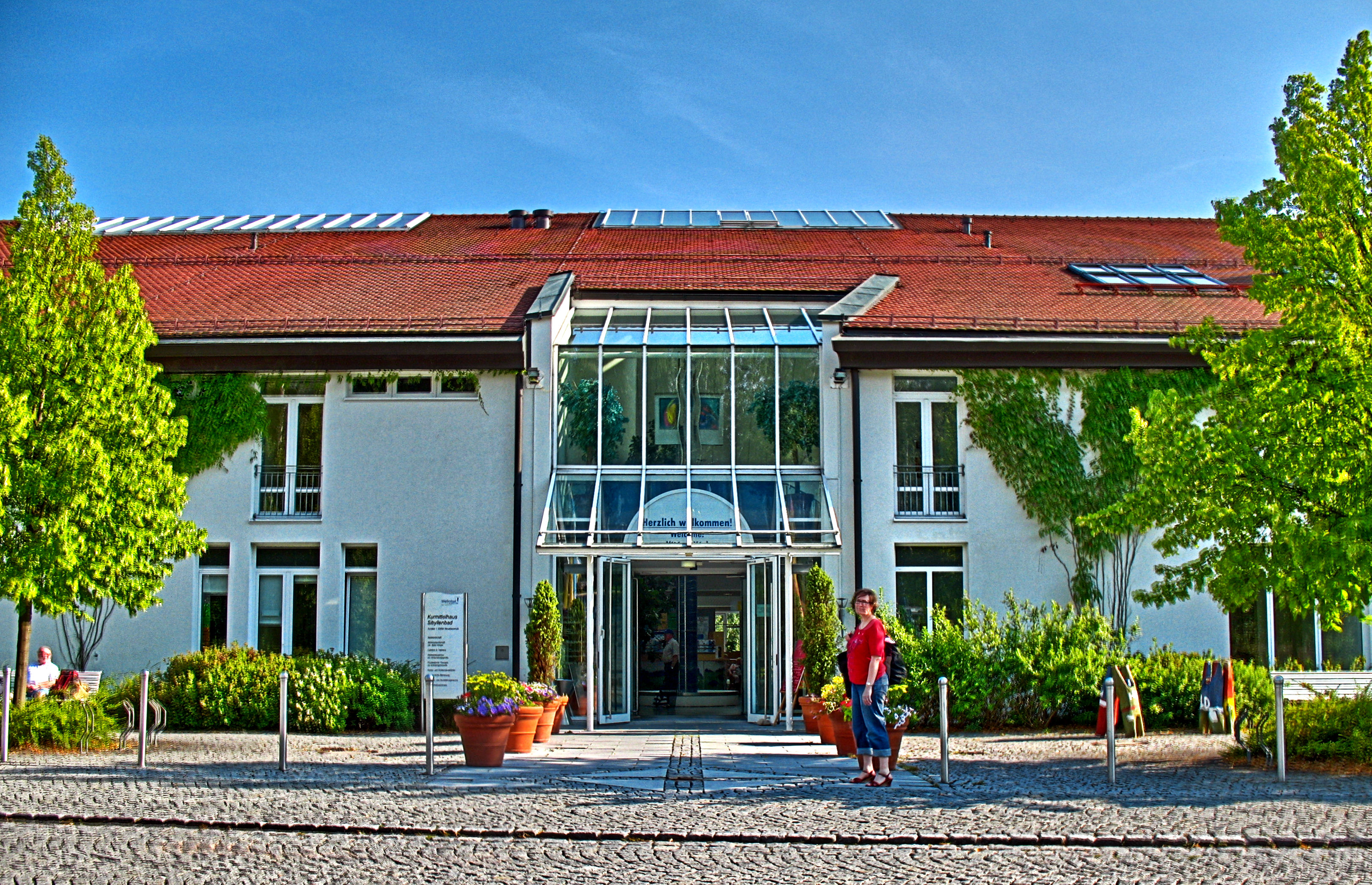
vstup do lázní
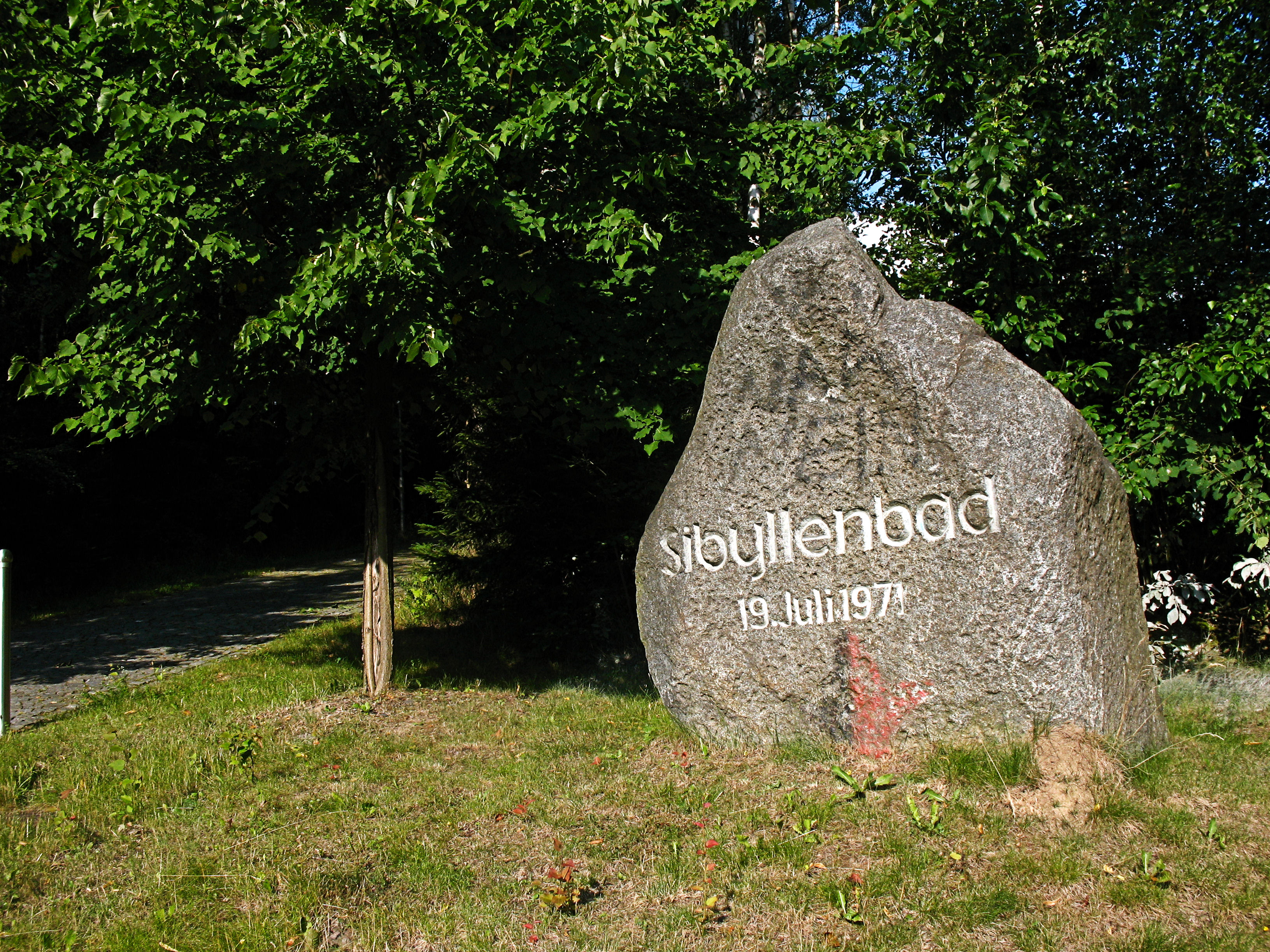
pomník výstavby lázeňského areálu
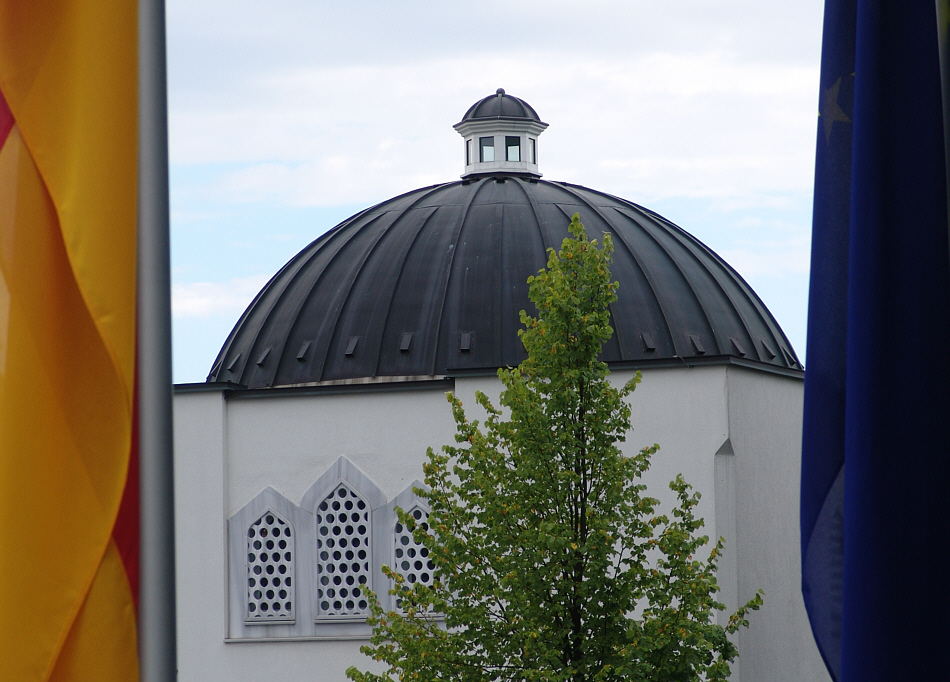
Turecký pavilon